# Мессинский пролив
Месси́нский проли́в (итал. Stretto di Messina, сиц. strittu di Missina) — соединяющий Ионическое море с Тирренским пролив между восточным берегом Сицилии и южным берегом региона Калабрия на одноименном полуострове, входящем в состав Апеннинского полуострова. Длина пролива составляет 33 км, ширина от 3,1 до 22 км, у города Мессины — 5,1 км. Глубина в судоходной части колеблется от 72 до 1220 м, преимущественно 500—600 м.
Естественные формы берега и скал, а также создаваемые течениями опасные водовороты в Мессинском проливе дают основания считать, что именно здесь в древности зародились мифы о Сцилле и Харибде.
Мессина (Сицилия) связана паромной переправой с расположенными в Калабрии городами Вилла-Сан-Джованни и Реджо-ди-Калабрия.
В 1957 году через Мессинский пролив была построена ЛЭП 220 кВ. Её пилоны, которые считаются самыми высокими в мире, сохранили даже после того, как ЛЭП заменили подводным кабелем, и они по сей день остаются местной достопримечательностью.

## Фотогалерея

Мессинский пролив
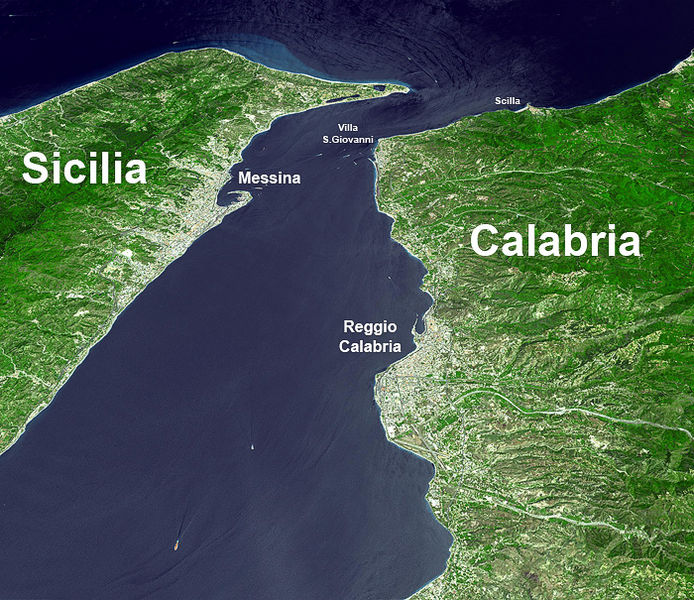
Спутниковый снимок Мессинского пролива (NASA).
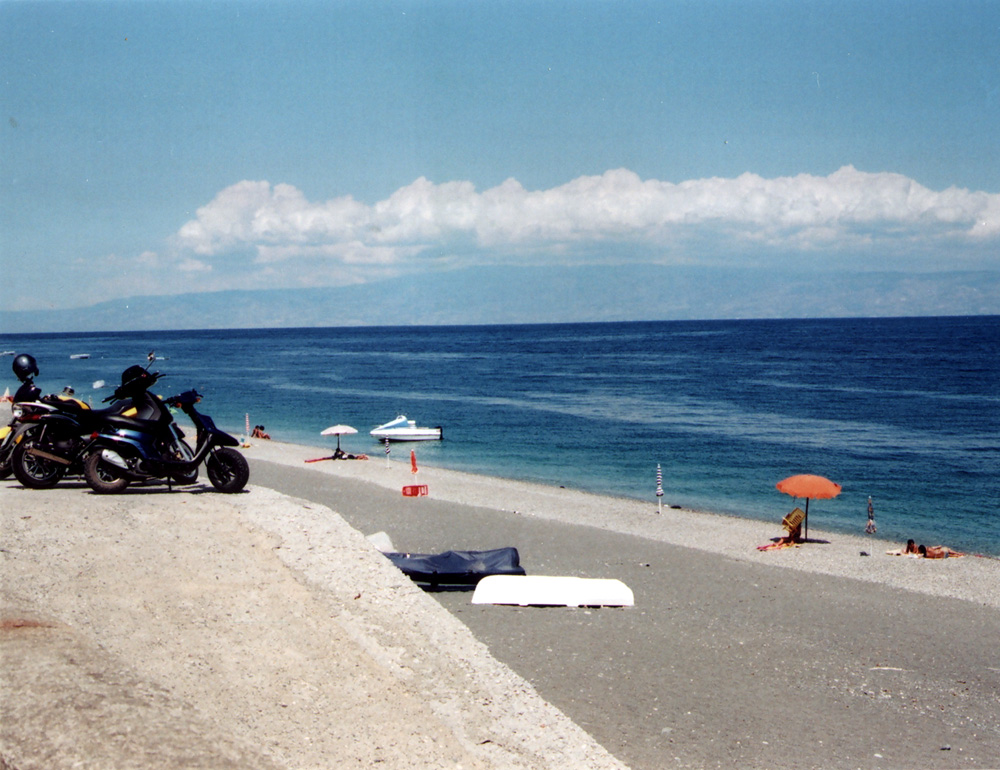
Мессинский пролив
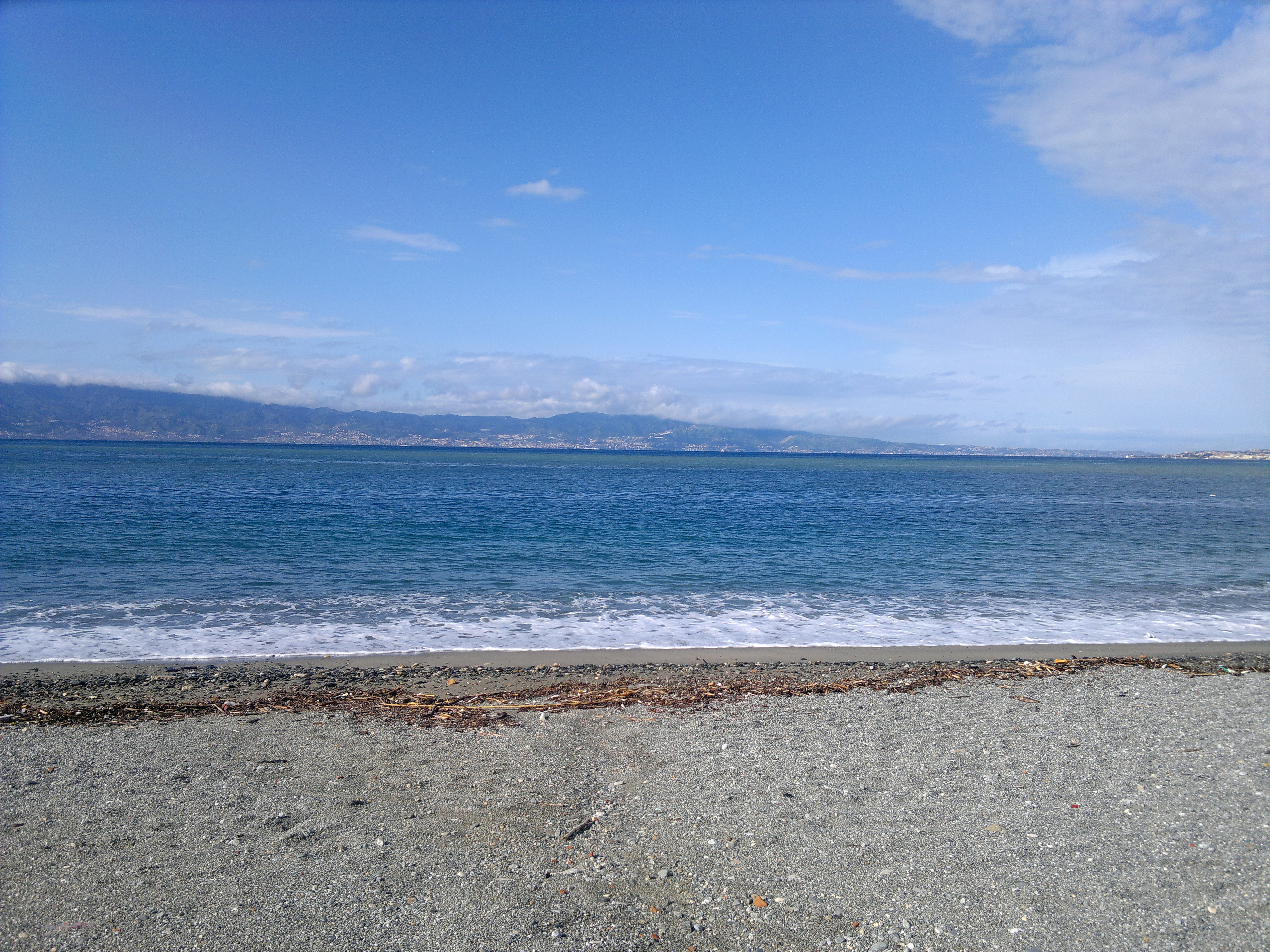
Вид со стороны Реджо-ди-Калабрия
Вид на Мессинский пролив и Мессину с улицы Гарибальди. Реджо-ди-Калабрия